# Kipunada
Kipunada, död 350 e.Kr., var en indisk monark. Han var regerande monark av Kushanariket i Indien och Afghanistan mellan 335 och 350 e.Kr.